# Дискография Тины Кароль
Дискография украинской певицы Тины Кароль. За свою карьеру Тина записала одиннадцать студийных альбомов, четыре мини-альбома, шесть концертных альбомов, семь саундтреков, пятьдесят пять синглов, одну аудиокнигу, а также было выпущено четыре сборника хитов.
Тина Кароль — певица украинской эстрады. Самая награждаемая артистка Украины. Обладательница платиновых и мульти-платиновых альбомов в Украине. Кароль активно занимается благотворительной деятельностью, даёт концерты, на которые приходит многотысячная армия поклонников, является лицом крупных брендов. Удостоена звания народной артистки Украины. Певческий голос — Сопрано. Диапазон голоса 3,5 октавы. Владеет техникой «свистковый регистр».
Татьяна Либерман родилась 25 января 1985 в посёлке Оротукан (Магаданская область) в семье инженеров Григория Самуиловича Либермана и Светланы Андреевны Либерман (Журавель), старший брат — Станислав Григорьевич Либерман. В 1992 году, когда дочери исполнилось семь лет, семья переехала в город Ивано-Франковск (Украина). Окончила музыкальную школу по классу фортепиано.
В 2003 году исполнила роль Маргарет в мюзикле «Экватор». В 2004 году окончила Киевское высшее музыкальное училище им. Глиэра. С 2005 года — солистка Ансамбля песни и пляски Вооружённых сил Украины, а также получила второе высшее образование, окончив заочное отделение факультет «Менеджмента и логистики» Национального авиационного университета (НАУ).В начале музыкальной карьеры взяла себе сценический псевдоним Тина Кароль. Впоследствии изменив имя и фамилию на Тина Кароль.
В Ираке пела для многонационального миротворческого контингента в Багдаде и Эль-Куте. В Косово выступила с сольным концертом, за что министр обороны Украины вручил Тине Кароль государственный Орден «За миротворческие миссии». По приезде на Украину певица получила две премии — «Певица года» и «Открытие года».
Обрела известность на Украине в 2005 году, когда заняла второе место на конкурсе «Новая волна» и получила специальный приз от Аллы Пугачевой — 50 тысяч долларов. Эти деньги Тина потратила на съемку своего дебютного клипа «Выше облаков». Не менее успешным стал и клип «Ноченька».
В 2006 году Тина Кароль представила Украину на песенном конкурсе «Евровидение» в Греции, где заняла седьмое место с песней «Show me Your Love». Сразу после этого певица выпускает свой дебютный альбом с тем же названием, который получил статус «золотого», а уже в конце 2006 года выходит пластинка «Ноченька», так же ставшая «золотой». В 2007 году третий альбом Тины Кароль «Полюс притяжения» только через 9 месяцев стал «платиновым».
Несмотря на такой успех, этот период оказался очень непростым для молодой певицы. По недоразумению она прекращает сотрудничество со своим продюсером Олегом Чёрным и всей своей командой. Олег Чёрный отмечал, что причиной тому стал тяжелый характер Тины Кароль. Он подчеркнул, что, несмотря на все слухи, с Тиной Кароль их объединяли только деловые и дружеские отношения. В 2007 году певица встретила своего нового продюсера Евгения Огира. В этом же году певица представляет на фестивале «Таврийские игры» свой новый хит «Люблю эго», также отправляется с гастрольным туром по городам Украины и дает большой сольный концерт в Национальном дворце искусств «Украина».
В 2007 году, впервые была признана лучшей ведущей и получила премию «Телетриумф», а также была отмечена как «Самая популярная певица Украины». В 2008 году Тина Кароль тайно вышла замуж за своего продюсера Евгения Огира. Возможно, сама любовь придала Тине Кароль ещё больше привлекательности. Её признают «самой красивой женщиной Украины» и «Самой очаровательной женщиной Украины» по версиям двух разных журналов. Осенью того же года она получила вторую награду как лучшая ведущая, а в декабре — родила сына Вениамина и через три недели вернулась к активной работе.
В 2009 году Тина Кароль получила звание Заслуженная артистка Украины, весной две песни из пластинки «Полюс притяжения» стали саундреком к телевизионному сериалу. Тина Кароль снова получила награды как самая красивая певица и лучшая ведущая, а в 2011 году она попробовала себя в этом качестве в новом проекте «Майданс» на телеканале Интер. Уже в следующем году Тина Кароль становится тренером проекта «Голос. Дети» на телеканале 1+1.
28 апреля 2013 года после продолжительной борьбы с онкологическим заболеванием из жизни ушел Евгений Огир, муж и продюсер певицы Тины Кароль.
28 апреля 2015 в день смерти мужа, вышел сингл «Спасибо». Позже Тину стала «Певицей года» по версии музыкальной премии «YUNA». 27 июля 2015 певица отметила десятилетний юбилей своей карьеры. В декабре того же года состоялся первый показ фильма «Рождественская история с Тиной Кароль». 1 марта 2015 года состоялась премьера песни «Україна — це ти», которая стала определяющей для целой страны и является одним из самых известных хитов певицы, который официально стал частью школьной программы.
В 2017 году была удостоена званием Народный артист Украины, которое она получила 22 января. Уже в августе того же года вышел следующий альбом певицы «Интонации», в который вошло 13 песен. А в сентябре Тина Кароль решила попробовать себя ещё в одном амплуа и представила поклонникам свою красную помаду «Оставь свой автограф», которую можно приобрести на концертах певицы. Кроме того, Тина Кароль активно сотрудничает с ведущими брендами Украины и мира и неоднократно становилась лицом рекламных кампаний.

## Альбомы

### Студийные альбомы
| Название          | Детали                                                                    | Сертификации            | Продажи        | Прослушивание    |
| ----------------- | ------------------------------------------------------------------------- | ----------------------- | -------------- | ---------------- |
| Show me your love | - Дата: 16.05.2006 - Лейбл: Lavina - Формат: касета, CD, Digital          | - UKR: Золотой          | - UKR: 50,000  | —                |
| Полюс притяжения  | - Дата: 27.12.2007 - Лейбл: Astra - Формат: касета, CD, Digital           | - UKR: Платиновый       | - UKR: 100,000 | —                |
| 9 жизней          | - Дата: 21.12.2010 - Лейбл: Astra, Lavina - Формат: CD, DVD, Digital      | - UKR: Платиновый       | - UKR: 100,000 | —                |
| Колядки           | - Дата: 14.01.2016 - Лейбл: Квадро Диск, Tina Karol - Формат: CD, Digital |                         |                |                  |
| Интонации         | - Дата: 17.08.2017 - Лейбл: Квадро Диск, Tina Karol - Формат: CD, Digital | - UKR: Мультиплатиновый | —              | - UKR: 2,000,000 |
| Найти своих       | - Дата: 18.09.2020 - Лейбл: Квадро Диск, Tina Karol - Формат: CD, Digital |                         |                |                  |
| Красиво           | - Дата: 02.04.2021 - Лейбл: Tina Karol - Формат: CD, Digital              |                         |                |                  |
| Молода кров       | - Дата: 20.08.2021 - Лейбл: Tina Karol - Формат: Digital                  |                         |                |                  |
| Scandal           | - Дата: 30.09.2022 - Лейбл: Tina Karol - Формат: Digital                  |                         |                |                  |
| Троянди           | - Дата: 12.04.2024 - Лейбл: Tina Karol - Формат: Digital                  |                         |                |                  |
| Лірика            | - Дата: 19.09.2024 - Лейбл: Tina Karol - Формат: Digital                  |                         |                |                  |

### Мини-альбомы
| Название    | Детали                                                   | Сертификации      | Продажи        |
| ----------- | -------------------------------------------------------- | ----------------- | -------------- |
| Ноченька    | - Дата: 24.12.2006 - Лейбл: Lavina - Формат: CD, Digital | - UKR: Золотой    | - UKR: 50,000  |
| Помню       | - Дата: 06.02.2014 - Лейбл: Astra - Фомат: CD, Digital   | - UKR: Платиновый | - UKR: 100,000 |
| Двойной рай | - Дата: 29.10.2022 - Лейбл: Tina Karol - Формат: Digital |                   |                |
| LELEKA      | - Дата: 31.08.2022 - Лейбл: Tina Karol - Формат: Digital |                   |                |

### Концертные альбомы
| Название                                      | Детали                               |
| --------------------------------------------- | ------------------------------------ |
| Сила любви и голоса (Live)                    | - Дата: 16.06.2014 - Формат: Digital |
| Я всё ещё люблю (Live)                        | - Дата: 11.05.2015 - Формат: Digital |
| Интонации (Live)                              | - Дата: 27.08.2018 - Формат: Digital |
| Юбилейный (Live)                              | - Дата: 18.12.2020 - Формат: Digital |
| Красиво (Live-Session)                        | - Дата: 30.04.2021 - Формат: Digital |
| Красиво (Cyber Show Atlas Weekend 2021 Live") | - Дата: 30.07.2021 - Формат: Digital |

### Сборники
| Название                    | Детали                               |
| --------------------------- | ------------------------------------ |
| Девять песен о войне        | - Дата: 07.05.2014 - Формат: CD      |
| Все хиты                    | - Дата: 08.12.2016 - Формат: Digital |
| Плейлист весны              | - Дата: 05.04.2019 - Формат: Digital |
| Українські пісні            | - Дата: 25.03.2022 - формат: Digital |
| Independence Day of Ukraine | - Дата: 24.08.2023 - формат: Digital |

## Синглы
| Песня                                                                                 | Год  | Наивысшая позиция в чарте | Альбом            |
| Песня                                                                                 | Год  | UKR                       | Альбом            |
| ------------------------------------------------------------------------------------- | ---- | ------------------------- | ----------------- |
| «Show Me Your Love»                                                                   | 2006 | 4                         | Show Me Your Love |
| «Люблю его»                                                                           | 2007 | 4                         | Полюс притяжения  |
| «Не бойся, мальчик»                                                                   | 2009 | 3                         | 9 жизней          |
| «Помню»                                                                               | 2013 | 1                         | Помню             |
| «Жизнь продолжается»                                                                  | 2013 | 15                        | Помню             |
| «Мы не останемся друзьями»                                                            | 2015 | 12                        | Все хиты          |
| «Україна — це ти»                                                                     | 2015 | 21                        | Колядки           |
| «Я всё ещё люблю»                                                                     | 2015 | 3                         | Все хиты          |
| «Сдаться ты всегда успеешь»                                                           | 2015 | 1                         | Плейлист весны    |
| «Твої гріхи»                                                                          | 2016 | 3                         | Интонации         |
| «Blindfold»                                                                           | 2016 | —                         | Без альбома       |
| «Перечекати»                                                                          | 2016 | 10                        | Интонации         |
| «Lost in the Rain»                                                                    | 2016 | —                         | Без альбома       |
| «Я не перестану»                                                                      | 2017 | 92                        | Без альбома       |
| «Дитинство не втрачай»                                                                | 2017 | —                         | Без альбома       |
| «All of Me»                                                                           | 2018 | —                         | Без альбома       |
| «Step by Step»                                                                        | 2018 | —                         | Без альбома       |
| «Мужчина моей мечты»                                                                  | 2018 | 32                        | Интонации         |
| «Sweet Love»                                                                          | 2018 | —                         | Без альбома       |
| «Сила высоты»                                                                         | 2018 | 8                         | Найти своих       |
| «Безодня» (совместно с Бумбокс)                                                       | 2019 | —                         | Найти своих       |
| «Вабити»                                                                              | 2019 | 5                         | Найти своих       |
| «Иди на жизнь»                                                                        | 2019 | 25                        | Найти своих       |
| «Домой» (совместно с Dan Balan)                                                       | 2019 | 22                        | Freedom, Part 2   |
| «Вільна» (совместно с Юлией Саниной)                                                  | 2019 | 4                         | Найти своих       |
| «Помнишь» (совместно с Dan Balan)                                                     | 2020 | —                         | Найти своих       |
| «Blow Your Mind» (with Luca Dayz, Snoop Dogg, L.O.E.)                                 | 2020 | —                         | Найти своих       |
| «Heaven»                                                                              | 2020 | —                         | Без альбома       |
| «Скандал»                                                                             | 2021 | 11                        | Красиво           |
| «Phenomenal» (with Luca Dayz, Legendary Marquest)                                     | 2021 | —                         | Miungu Ya Muziki  |
| «Красиво»                                                                             | 2021 | 35                        | Красиво           |
| «Хороший парень»                                                                      | 2021 | —                         | Красиво           |
| «Lovers»                                                                              | 2021 | —                         | Без альбома       |
| «Зірочка» (совместно с KAZKA)                                                         | 2021 | 16                        | Молода кров       |
| «Bounty» (совместно с Latexfauna)                                                     | 2021 | 40                        | Молода кров       |
| «Двойной рай»                                                                         | 2021 | 41                        | Двойной рай       |
| «Спи собі сама»                                                                       | 2022 | —                         | Без альбома       |
| «National Anthem of Ukraine»                                                          | 2022 | —                         | Без альбома       |
| «Вільні. Нескорені»                                                                   | 2022 | 3                         | Без альбома       |
| «Honey & Мед»                                                                         | 2023 | 47                        | Без альбома       |
| «One Nation Under Love»                                                               | 2023 | 253                       | Без альбома       |
| «Не святі»                                                                            | 2023 | 37                        | Троянди           |
| «Троянди»                                                                             | 2024 | —                         | Троянди           |
| «З тобою»                                                                             | 2024 | —                         | Троянди           |
| «Стерва» (совместно с Shumei)                                                         | 2024 | 38                        | Троянди           |
| «Дзвони» (совместно с Shumei)                                                         | 2024 | 5                         | Лірика            |
| «Відчиняю»                                                                            | 2024 | 56                        | Лірика            |
| «—» обозначает сингл, который не попал в чарты или не был выпущен на этой территории. |      |                           |                   |

## Саундтреки
| Год  | Песня                       | Киноработа            | Режиссёр(-ка)    | Ист.   |
| ---- | --------------------------- | --------------------- | ---------------- | ------ |
| 2009 | «У неба попросим»           | «Территория красоты»  | Игорь Забара     | [ 38 ] |
| 2015 | «Сдаться ты всегда успеешь» | «Хозяйка»             | Бата Недич       | [ 39 ] |
| 2017 | «Я не перестану»            | «Хороший парень»      | Евгений Баранов  | [ 40 ] |
| 2018 | «Дикая вода»                | «За три дня до любви» | Сергей Щербин    | [ 41 ] |
| 2020 | «Вільна»                    | «Преданная»           | Кристина Сиволап | [ 42 ] |
| 2020 | «Иди на жизнь»              | «Доктор Вера»         | Тарас Ткаченко   | [ 43 ] |
| 2021 | «Полюс притяжения»          | «Неверная»            | Евгений Баранов  | [ 44 ] |
| 2022 | «Спи собі сама»             | «Я, Победа и Берлин»  | Ольга Ряшина     | [ 45 ] |

## Другое

### Аудиокниги
| Название         | Детали                               | Ист.          |
| ---------------- | ------------------------------------ | ------------- |
| Різдвяна історія | - Дата: 19.12.2019 - Формат: Digital | [ 46 ] [ 47 ] |